# Chamobates dactyloscopicus
Chamobates dactyloscopicus är en kvalsterart som beskrevs av Bernini och Sandór Mahunka 1982. Chamobates dactyloscopicus ingår i släktet Chamobates och familjen Chamobatidae. Inga underarter finns listade i Catalogue of Life.